# 丸瀨布站

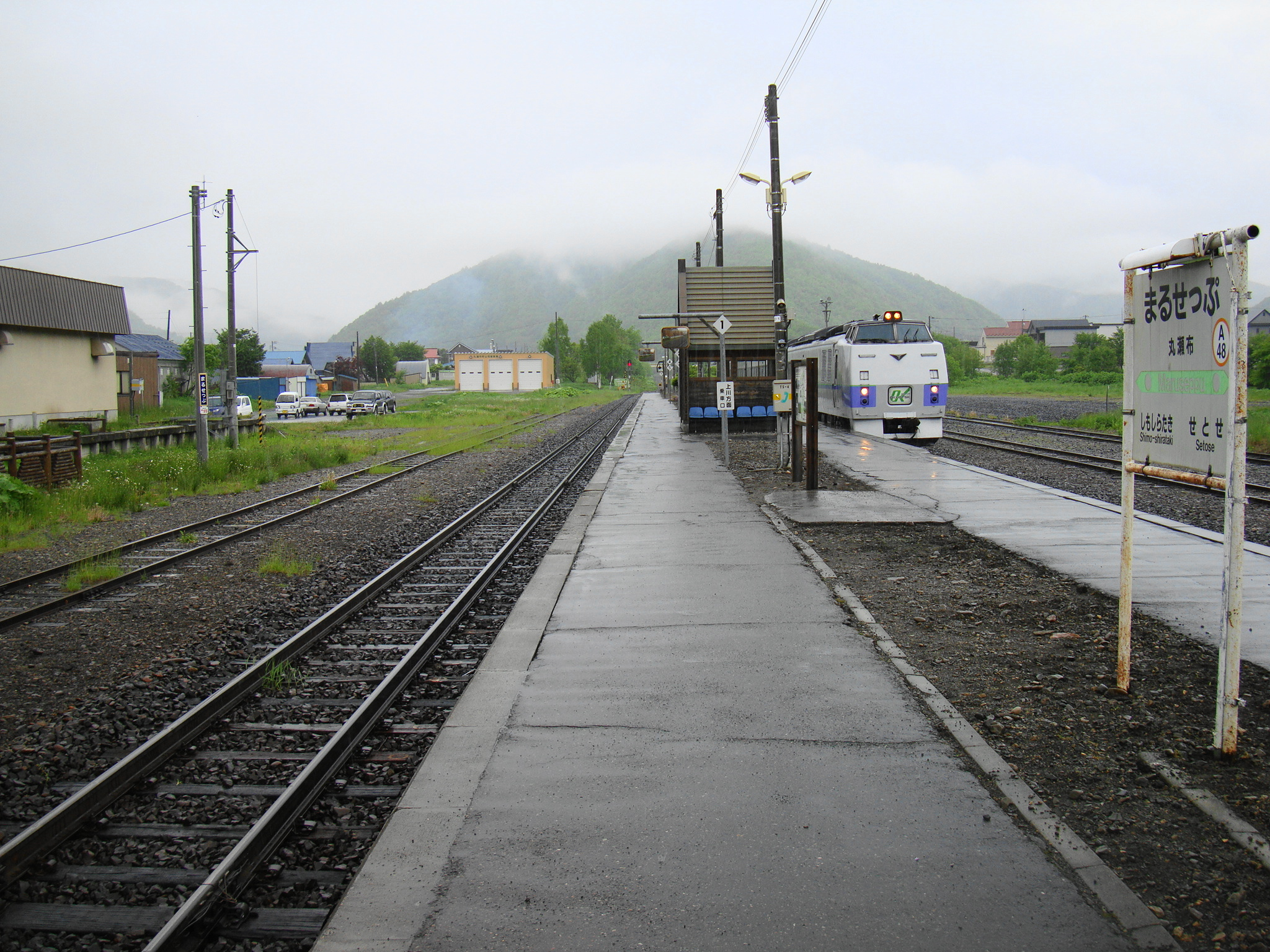
月台

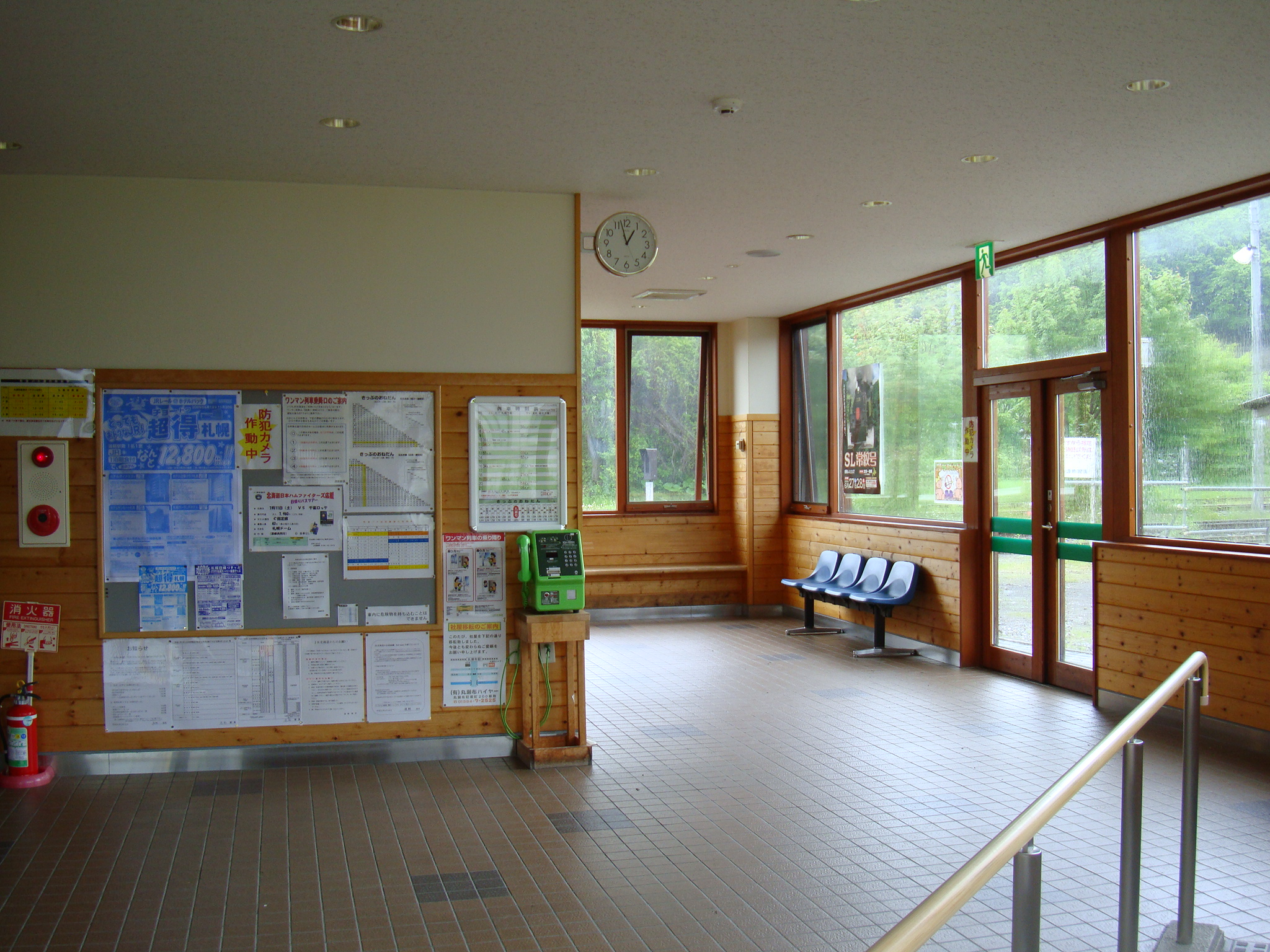
候車室

丸瀨布站（日语：／ Maruseppu eki */?）位於北海道紋別郡遠輕町，是北海道旅客鐵道（JR北海道）石北本線上的站。除特急「鄂霍次克」（オホーツク）1號及「大雪」4號外全列車停車。

## 車站構造
島式月台1面2線的地面車站。月台間必須跨越軌道。以前尚有一座緊鄰站房的岸式月台。昭和初期武利森林鐵道通車後丸瀨布站頓時成為木材與物資輸送的轉運站，運輸高峰時站內分歧出眾多的側線。

### 月台配置
| 月台 | 路線      | 方向 | 目的地               |
| ---- | --------- | ---- | -------------------- |
| 1    | ■石北本線 | 上行 | 白瀧、旭川、札幌方向 |
| 2    | ■石北本線 | 下行 | 遠輕、北見、網走方向 |

無人站，由遠輕站管理。2000年改建站房時在車站內設立一座生涯學習館，提供圖書館與托兒所的功能。

## 車站周邊
原為丸瀨布町（2005年10月1日與遠輕町合併）的中心站。
- 北海道道306號丸瀨布上渚滑線
- 國道333號、北海道道1070號上武利丸瀨布線
- 丸瀨布道之驛
- 旭川紋別自動車道 - 丸瀨布交流道
- 遠輕町公所丸瀨布總合支所（原為丸瀬布町公所）
- 遠輕警察署 丸瀨布派出所
- 丸瀨布郵局（與日本郵便遠輕支店丸瀬布集配中心併設）
- 遠輕信用金庫 丸瀨布支店
- 遠湧農業協同組合（JA遠湧）丸瀨布支所
- 遠輕地區廣域組合消防署 丸瀨布支署
- Seicomart（日语：セイコーマート） 丸瀨布店
- 遠輕町營巴士（原為丸瀨布町營巴士）「站前」停留站
- 遠輕町營巴士、高速遠輕號「丸瀨布」停留站

## 历史
- 1927年（昭和2年）10月10日 - 設立。
- 1928年（昭和3年）7月2日 - 武利森林鐵道通車。
- 1962年（昭和37年）7月 - 武利森林鐵道停業。
- 1963年（昭和38年）4月1日 - 武利森林鐵道廢線。
- 1982年（昭和57年）11月15日 - 廢止貨物業務。
- 1984年（昭和59年）2月1日 - 廢止行李業務。
- 1984年（昭和59年）11月10日 - 簡易委託化。
- 1987年（昭和62年）4月1日 - 國鐵分割民營化後成為北海道旅客鐵道（JR北海道）轄下的車站。
- 1992年（平成4年）4月1日 - 終止簡易委託、完全無人化。
- 2000年（平成12年）4月1日 - 改建站房。

## 相鄰車站
北海道旅客鐵道（JR北海道）
■石北本線
- 特急「鄂霍茨克」、「大雪」停靠站

特別快速「北見」
白瀧（A45）－丸瀨布（A48）－遠輕（A50）
普通
白瀧（A45）－（舊白瀧（A46））－（下白瀧信號場（A47））－丸瀨布（A48）－（伊奈牛）－瀨戶瀨（A49）
- 為廢站
- 下白瀧信號場的車站編號是當時下白瀧站的編號。

## 相關項目
- 石北本線
- 日本鐵路車站列表

## 外部連結
- （日語）JR北海道 – 丸瀨布車站（页面存档备份，存于）
- （日語）全驛參觀之旅（页面存档备份，存于）